# Nonanal
Nonanal é o aldeído linear saturado com nove carbonos na cadeia.

## Mosquitos
Cientistas da University of California, Davis identificaram nonanal como o composto que atrai mosquitos Culex. O nonanal age de forma sinergística com o gás carbônico.